# Enicospilus larati
Enicospilus larati là một loài tò vò trong họ Ichneumonidae.